# 贝桑松
贝桑松（法語：Besançon，法語：[bəzɑ̃sɔ̃] ⓘ），法国东部城市，勃艮第-弗朗什-孔泰大区杜省的一个市镇，也是该省的省会和区域性的经济、科教和工业中心。贝桑松的市镇面积为65.05平方公里，2022年1月1日时人口数量为120057，是杜省人口最多的城市，在大区内排名第二，仅次于首府第戎。
贝桑松位于法国汝拉山北部，距离瑞士边境大约60公里，是法国森林覆盖率最高的大城市之一，索恩河支流杜河自东向西呈摇摆状流经贝桑松，使其呈现出独特的“一面靠山、三面环水”半岛式城市布局，而城市新区则沿杜河河谷向东西两侧发展。
贝桑松历史悠久，是法国艺术与历史之城之一，古罗马时期为塞夸尼人的主要活动中心，中世纪为勃艮第伯国的首府，路易十四时期的工程师沃邦在贝桑松修建贝桑松城塞及大量防御工事，使其成为重要的军事基地，工业革命后，贝桑松一度成为法国钟表业制造中心。1982至2015年间，贝桑松还是弗朗什-孔泰大区的首府。
贝桑松也是法国的一个文化中心，十八世纪出现了法国第一所公共图书馆，法国著名文学家维克多·雨果和电影发明人卢米埃尔兄弟均出生于该城的同一个广场—维克多·雨果广场。

## 地名来源
“贝桑松”一名来源于其在罗马时期的拉丁语名称，其首字母在公元7世纪时变成了，后经不断演变成为了。

## 历史

### 古罗马时期
贝桑松是一座历史悠久的城市，在新石器时期就已出现人类活动，高卢时期为凯尔特人的一支——塞夸尼人的首都，被称为“沃松蒂奥”。该部落活动于孚日山和汝拉山之间，南侧为卢格敦高卢，西侧为埃杜温。罗马人入侵后，凯撒大帝将贝桑松设为塞夸尼行省的首都，并将其命名为“塞夸尼人之大城”（拉丁語：Civitas Maxima Sequanorum），连接罗马和加来的弗兰奇杰纳大道纵贯其境内。公元1世纪，上日耳曼尼亚领袖维吉尼乌斯入侵塞夸尼，卢格敦高卢首领文德克斯率军北上，在贝桑松附近与其展开了激烈的斗争。战后，罗马皇帝尼禄为了补偿这一地区的损失，将贝桑松设为殖民地，使得该市获得了较大的发展，成为了罗马帝国内的主要工商业中心，斗兽场、温泉、广场等建筑也在同期得以建成。
西罗马帝国灭亡后，克洛维一世统一了包括塞夸尼人在内的多个高卢部落，开创了墨洛温王朝，贝桑松也由此成为首批成为法国直属领地的城市之一。

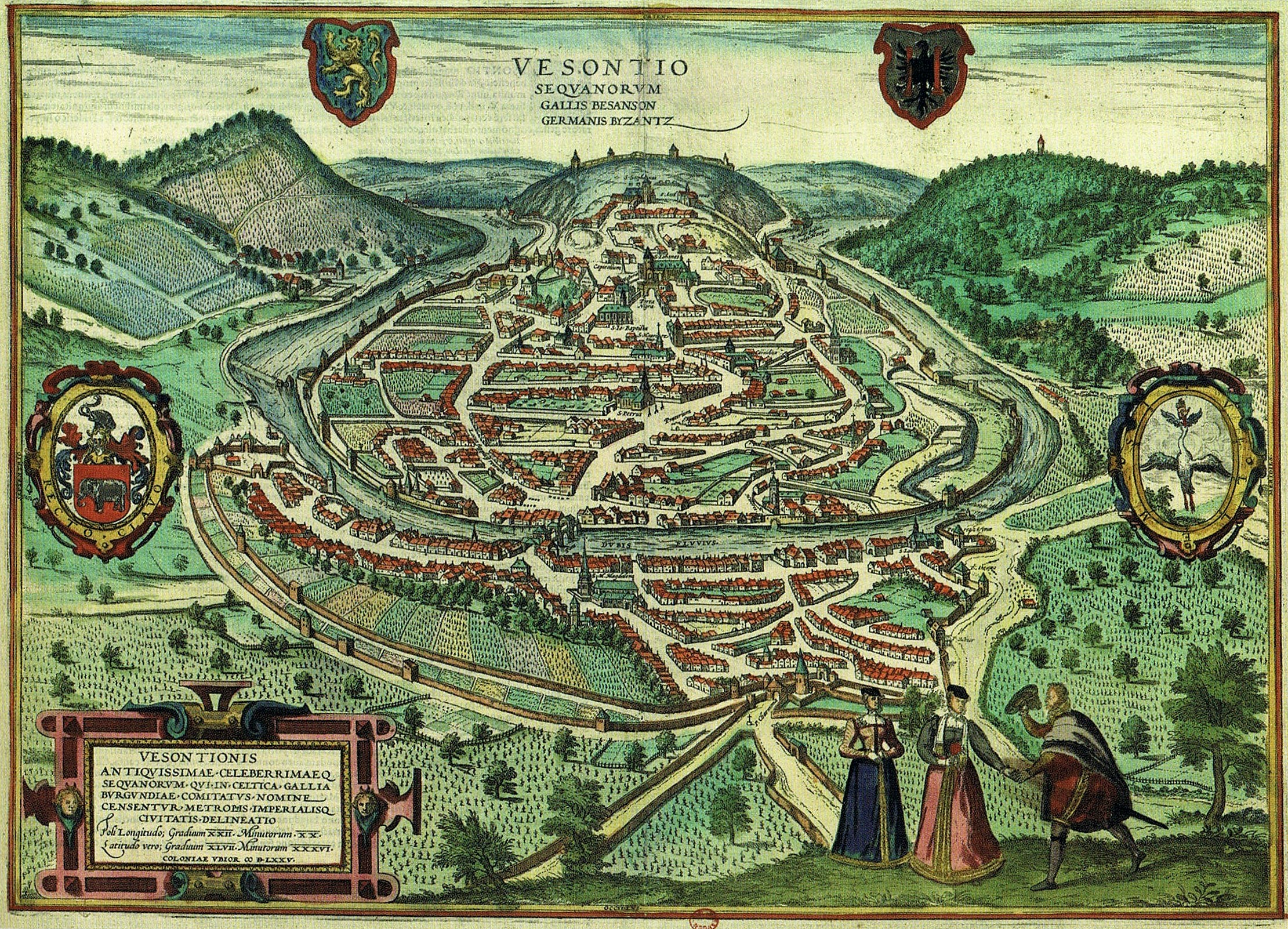
中世纪末的贝桑松

### 中世纪
中世纪早期，贝桑松属于勃艮第王国，但其城市历史缺乏详细记载，直到公元9世纪，贝桑松才以一名出现在了史籍当中。公元870年，《墨尔森条约》将勃艮第一分为二，贝桑松为瓦赖伯国（又称“贝桑松伯国”）的首府，成为勃艮第伯国的一部分。公元1037年，布卢瓦的厄德二世在一次战役中身亡，勃艮第伯国失去后嗣，被划入神圣罗马帝国，雷诺一世成为行宫伯爵。
公元11世纪后期，得益于萨兰的雨格一世对于罗马帝国的效忠，亨利三世赋予贝桑松主教区主政和司法的权力。1290年，贝桑松成为帝国自由城市，城市获得快速发展。1307年，伯国王后勃艮第的约娜二世与法兰西国王腓力五世通婚，法兰西王国开始控制这一区域，但贝桑松彼时仍为罗马帝国的城市。1482年，勃艮第公国解体，贝桑松被划入哈布斯堡王朝当中。1654年，西班牙哈布斯堡国王腓力四世将贝桑松与弗兰肯塔尔进行地位交换，贝桑松由此失去了帝国自由城市的头衔。1674年，法兰西王国与哈布斯堡军队在贝桑松展开了激烈的贝桑松战役并取得胜利，成为法荷战争的一个转折点。贝桑松及弗朗什-孔泰地区于1678年根据《尼美根條約》重新成为法兰西王国的领土，并成为一个行省，直到法国大革命结束。17世纪末，法国工程师沃邦在贝桑松修建贝桑松城塞，并于1693年完成。十八世纪，贝桑松成立了大学和讲堂，并开设了法国第一个公共图书馆，成为了一个文化中心。

### 近现代

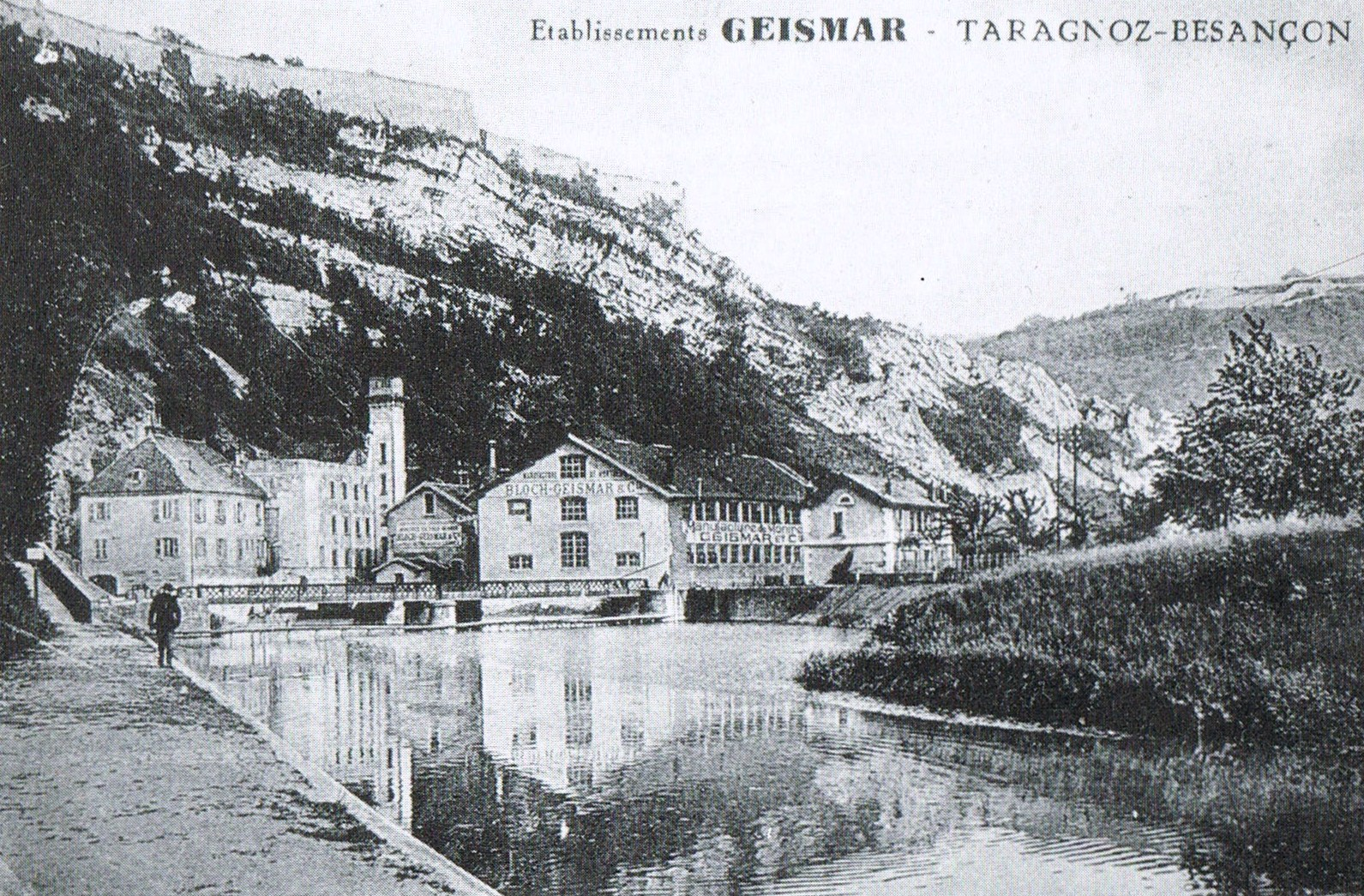
贝桑松的一家钟表生产企业

法国大革命后，贝桑松附近的区域被划为杜省，以境内的杜河命名，贝桑松成为省会。1793年，瑞士商人洛朗·梅热旺在贝桑松开设了一个大型的钟表工厂，由此开启了贝桑松地区钟表工业的发展。1814年，普鲁士军队入侵贝桑松，拿破仑帝国将军雅各布·弗朗索瓦·马吕拉兹率兵抵抗，最终取得胜利。
1837年，贝桑松布雷日耶大桥（Pont de Bregille）通车；1856，连接贝桑松的铁路建成运营，贝桑松逐渐成为一个铁路中转站；1868年，贝桑松附近发现温泉，并得到了开发，贝桑松由此成为一座疗养城市，并自1890年起被称为“贝桑松莱班”（Besançon-les-Bains），直至第一次世界大战爆发，游客数量大幅减少，使得温泉被迫关闭。第二次世界大战期间，贝桑松处于沦陷区，被德意志國防軍封锁直至二战结束。
20世纪50年代，法国进入“黄金三十年”，贝桑松城市也开始向外扩张，其中市区西部的“普拉努瓦斯”成为新兴街区，并出现了大批柯布西耶风格的集中式居民楼。20世纪70年代后，受到世界经济危机的影响，贝桑松的钟表业出现严重衰落，造成大批工厂倒闭和工人失业，引发大量社会矛盾，其中Lip工厂倒闭和贝桑松凶杀案均被认作是法国典型现代社会危机事件。1982年，贝桑松所在的杜省与相邻的上索恩省、汝拉省和贝尔福地区合并成为弗朗什-孔泰大区，贝桑松成为大区首府。2008年，贝桑松城塞被列入世界文化遗产名录。2014年，贝桑松现代有轨电车建成通车。2016年，弗朗什-孔泰大区与相邻的勃艮第大区合并，贝桑松失去大区首府的地位，成为普通省会城市。

## 地理
贝桑松位于法国东部，勃艮第-弗朗什-孔泰大区的东部和杜省的西部，距离法国首都巴黎大约390公里、距离大区首府第戎大约85公里。与贝桑松接壤的市镇包括：蒙福孔、莫尔、皮雷、普耶莱维涅、塞尔莱萨潘、塔勒奈、蒂斯、维埃耶、阿瓦讷-阿沃内、伯尔、丰坦。

### 地形
贝桑松位于汝拉山北部边缘，境内以丘陵地形为主，其中老城区（杜河左岸）沿河部分地势平坦，南侧为圣艾蒂安山；杜河右岸则略有起伏，部分地区高差较大。贝桑松全境海拔在235至630米之间。

### 地质
贝桑松老城区地表多被现代河流沉积物覆盖，周边地区则多为巴通期石灰岩，主要断层分布于市区南侧，呈西北-东南走向，与山势走向十字交叉。

### 水文

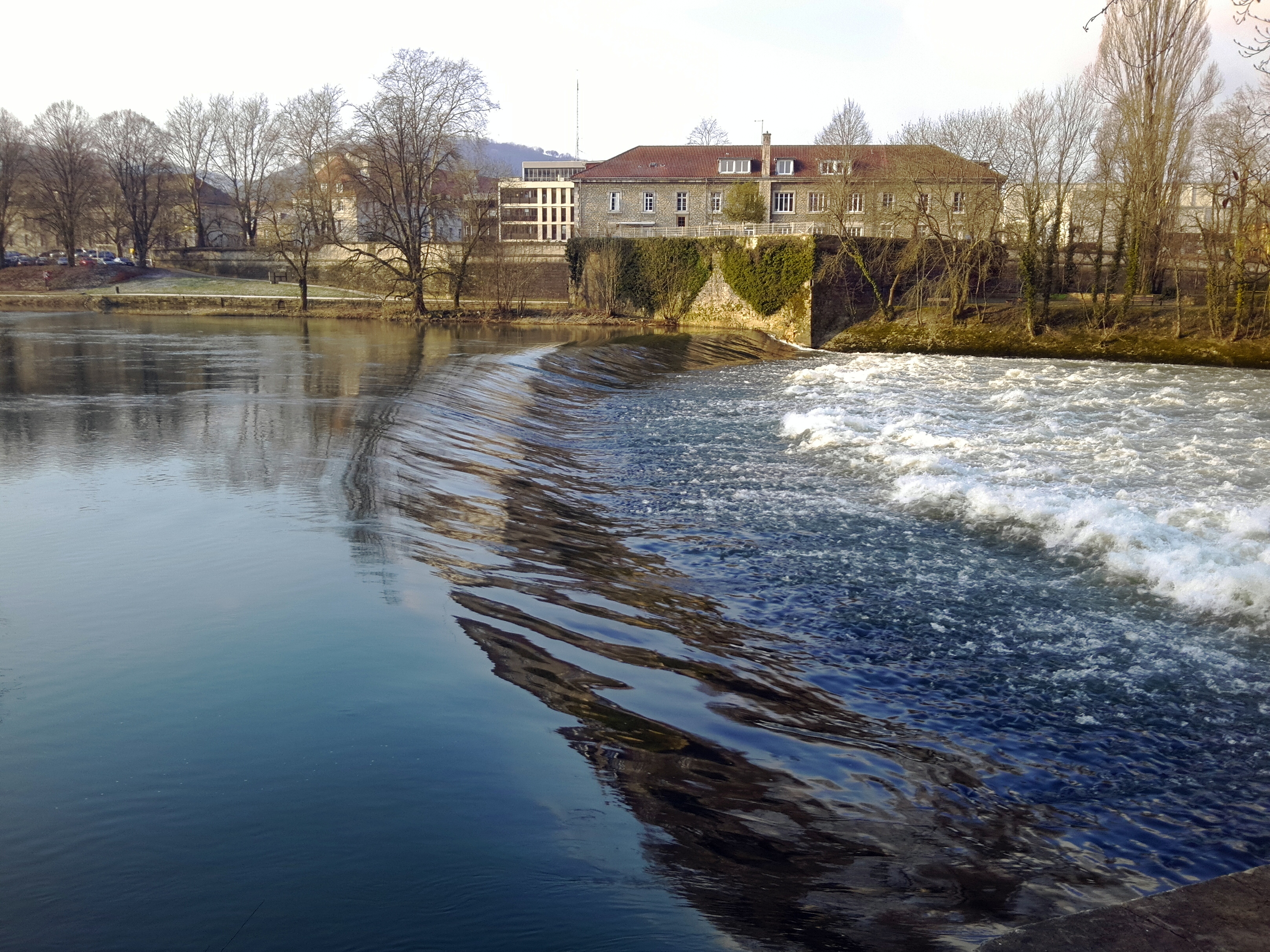
杜河上的一处水坝

杜河自东向西流经贝桑松，该河属于法国五大水系之一的罗讷河水系，水量相对充足并稳定，具备通航条件，部分河段建有平行的运河。贝桑松老城区即位于杜河左岸的一处“Ω”状曲流内侧，该河段平均宽度超过50米，有多处水坝，其瓶颈段开凿有地下水道，可供船只运行。

### 植被
贝桑松位于汝拉山北部，森林资源丰富，属于温带落叶林地区，主要树种包括山毛榉、橡树、桦树等，在境内广泛分布，在贝桑松市区内则集中在杜河两岸。

### 气候
贝桑松在柯本气候分类法中属于温带海洋性气候，年温差较小，地形和植被因素使其年降水量多于其它法国内陆地区，且受大陆气团影响，贝桑松偶有极端气候出现。
贝桑松市区设有气象站，以下为该气象站的数据：
| 贝桑松 1981–2010年  | 贝桑松 1981–2010年 | 贝桑松 1981–2010年 | 贝桑松 1981–2010年 | 贝桑松 1981–2010年 | 贝桑松 1981–2010年 | 贝桑松 1981–2010年 | 贝桑松 1981–2010年 | 贝桑松 1981–2010年 | 贝桑松 1981–2010年 | 贝桑松 1981–2010年 | 贝桑松 1981–2010年 | 贝桑松 1981–2010年 | 贝桑松 1981–2010年 |
| 月份                | 1月                | 2月                | 3月                | 4月                | 5月                | 6月                | 7月                | 8月                | 9月                | 10月               | 11月               | 12月               | 全年               |
| ------------------- | ------------------ | ------------------ | ------------------ | ------------------ | ------------------ | ------------------ | ------------------ | ------------------ | ------------------ | ------------------ | ------------------ | ------------------ | ------------------ |
| 历史最高温 °C（°F） | 16.8 (62.2)        | 21.7 (71.1)        | 24.8 (76.6)        | 29.1 (84.4)        | 32.2 (90.0)        | 35.8 (96.4)        | 40.3 (104.5)       | 38.3 (100.9)       | 34.6 (94.3)        | 30.1 (86.2)        | 23 (73)            | 20.8 (69.4)        | 40.3 (104.5)       |
| 平均高温 °C（°F）   | 5.2 (41.4)         | 7.0 (44.6)         | 11.4 (52.5)        | 15.2 (59.4)        | 19.5 (67.1)        | 22.8 (73.0)        | 25.3 (77.5)        | 25.0 (77.0)        | 20.7 (69.3)        | 16.0 (60.8)        | 9.5 (49.1)         | 5.7 (42.3)         | 15.3 (59.5)        |
| 日均气温 °C（°F）   | 2.3 (36.1)         | 3.4 (38.1)         | 7.0 (44.6)         | 10.2 (50.4)        | 14.4 (57.9)        | 17.6 (63.7)        | 19.9 (67.8)        | 19.5 (67.1)        | 15.8 (60.4)        | 11.8 (53.2)        | 6.2 (43.2)         | 3.1 (37.6)         | 10.9 (51.7)        |
| 平均低温 °C（°F）   | −0.7 (30.7)        | −0.2 (31.6)        | 2.7 (36.9)         | 5.2 (41.4)         | 9.3 (48.7)         | 12.4 (54.3)        | 14.5 (58.1)        | 14.1 (57.4)        | 10.9 (51.6)        | 7.6 (45.7)         | 2.9 (37.2)         | 0.4 (32.7)         | 6.6 (43.9)         |
| 历史最低温 °C（°F） | −20.7 (−5.3)       | −20.6 (−5.1)       | −14 (7)            | −5.2 (22.6)        | −2.4 (27.7)        | 2.1 (35.8)         | 4.5 (40.1)         | 3.4 (38.1)         | −0.1 (31.8)        | −6.1 (21.0)        | −11.3 (11.7)       | −19.3 (−2.7)       | −20.7 (−5.3)       |
| 平均降水量 mm（）   | 86.3 (3.40)        | 79.7 (3.14)        | 92 (3.6)           | 94.2 (3.71)        | 114.8 (4.52)       | 101.5 (4.00)       | 90 (3.5)           | 91.9 (3.62)        | 107.2 (4.22)       | 115.7 (4.56)       | 104.5 (4.11)       | 109.2 (4.30)       | 1,187 (46.68)      |
| 月均日照時數        | 75.1               | 95.5               | 142.1              | 176.1              | 206.6              | 230.4              | 244.1              | 232.3              | 175.8              | 132.6              | 72.7               | 53                 | 1,836.3            |
| 来源：Climat-data   |                    |                    |                    |                    |                    |                    |                    |                    |                    |                    |                    |                    |                    |

## 行政区划
贝桑松是法国勃艮第-弗朗什-孔泰大区杜省的一个市镇，编号为25056，它也是杜省的省会。贝桑松下辖贝桑松区，管理贝桑松第一县、第二县、第三县、第四县、第五县和第六县共6个省级选区，同时也是大贝桑松都会城市公共社区的办公驻地。
法国国家统计与经济研究所（简称）在进行数据统计时，将贝桑松及相邻的另外10个市镇设为贝桑松城市核心区，并将包括核心区在内的周边共251个市镇划为贝桑松城市区。同时，还将贝桑松市镇分为了52个“信息块区”（IRIS），以便于统计人口分布情况。
| 贝桑松行政区划 | 贝桑松行政区划 | 贝桑松行政区划 | 贝桑松行政区划      | 贝桑松行政区划 | 贝桑松行政区划 | 贝桑松行政区划 |
| --- | -------------- | -------------- | ------------------- | -------------- | -------------- | -------------- |
| 蒂耶鲁瓦 比特-格雷特 布雷日耶 圣费尔热 · -玫瑰山 帕朗特-奥尔尚 · -萨拉戈斯 瓦伊特 · -清阳 沙于森林 巴唐 蒙特拉蓬 · -蒙布孔 圣克洛德-托尔科勒 普拉努瓦斯-粉堡 沃洛特 ① ② ① = 沙普莱-克拉 ② = 市中心-灌丛小教堂 |                |                |                     |                |                |                |
| 街区名称* | 街区原名       | 所含块区数量   | 人口数量 （2014年） |                |                |                |
| 沙于森林 |                | 1              | 3                   |                |                |                |
| 圣克洛德-托尔科勒 |                | 5              | 15,547              |                |                |                |
| 帕朗特-奥尔尚 -萨拉戈斯 |                | 5              | 10,347              |                |                |                |
| 沙普赖-克拉 |                | 6              | 15,429              |                |                |                |
| 瓦伊特-清阳 |                | 3              | 5,227               |                |                |                |
| 蒙特拉蓬-蒙布孔 |                | 5              | 13,178              |                |                |                |
| 巴唐 |                | 2              | 4,108               |                |                |                |
| 布雷日耶 |                | 1              | 3,562               |                |                |                |
| 市中心-灌丛小教堂 |                | 5              | 11,290              |                |                |                |
| 比特-格雷特 |                | 4              | 8,662               |                |                |                |
| 蒂耶鲁瓦 |                | 1              | 2,052               |                |                |                |
| 圣费尔热-玫瑰山 |                | 3              | 6,496               |                |                |                |
| 沃洛特 |                | 1              | 2,274               |                |                |                |
| 普拉努瓦斯-粉堡 |                | 10             | 18,177              |                |                |                |
| *中文名称非官方正式翻译，仅供参考 |                |                |                     |                |                |                |

## 交通

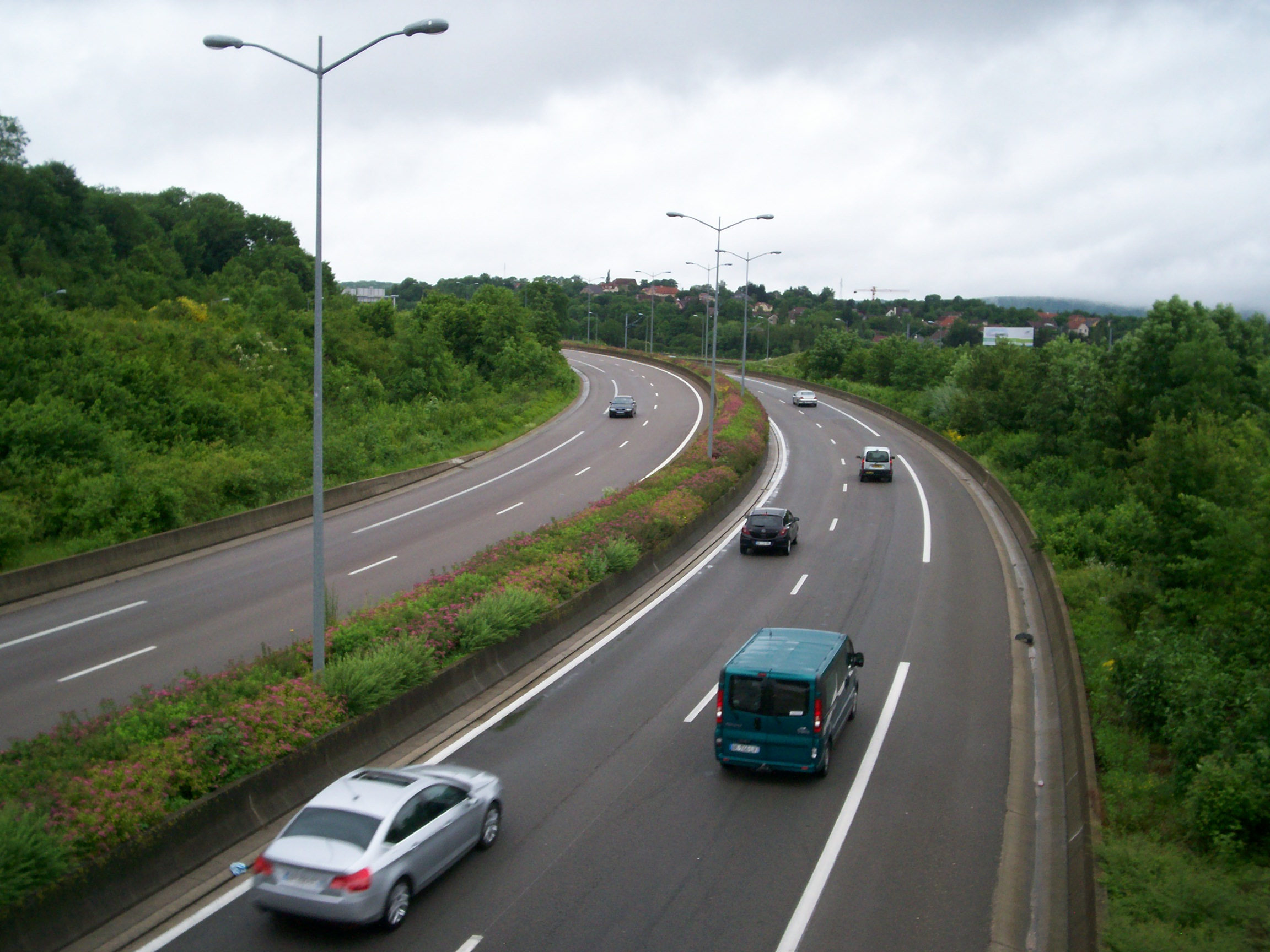
法国国道N57线贝桑松段

### 公路
法国国家A36号高速公路经过贝桑松市区北部的埃科勒瓦朗坦并设有出入口可连接贝桑松市区。此外，法国国道N57线、N83线及多条杜省省道在贝桑松交汇，其中N57线呈“C”字形经过贝桑松市区，构成了贝桑松半环城快速通道。
自2017年起，杜省城际客运被纳入勃艮第-弗朗什-孔泰大区公共交通线路网（商业名称为“Mobigo”）当中，该路网开行由贝桑松前往沃苏勒、蓬塔利耶、格雷、坎热等地的常规或学生巴士线路。而一些跨国客运公司则提供途径贝桑松的长途汽车线路，主要可前往巴黎、里昂、斯特拉斯堡、马赛、蒙彼利埃等地。
2018年，63.1%的贝桑松居民拥有至少1辆私人汽车。2016年，贝桑松境内共发生各类交通事故96起，共造成5人遇难，102人受伤。

### 铁路

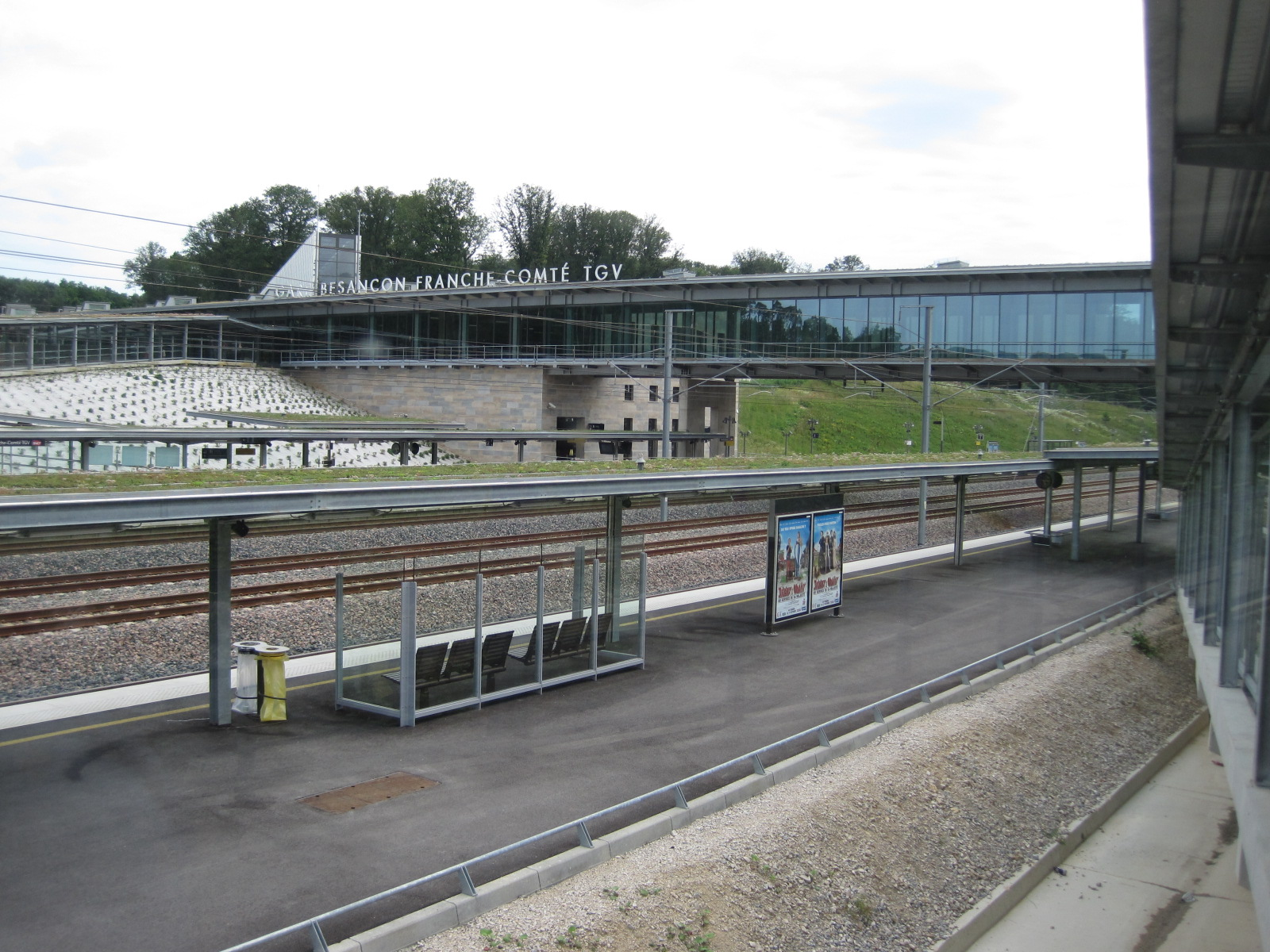
贝桑松高铁站

贝桑松是法国东部的一个铁路枢纽，多勒－贝尔福铁路和贝尔福－洛克勒岩石岭铁路在境内交汇，同时可联通前往里昂方向的铁路。1981年，得益于法国高速铁路东南线的建成，贝桑松成为法国首批开通高铁列车服务的城市。2011年，法国高速铁路莱茵河－罗讷河线建成通车，该铁路经过贝桑松市区北部，并设有一个高铁车站和一条通往贝桑松市区的联络线。
贝桑松维奥特站位于市中心，杜河右岸，该站每天开行前往第戎、里昂、贝尔福、拉绍德封等地的区域列车。2018年，该站累计发送旅客数量达194.8万人次。
贝桑松-弗朗什-孔泰TGV站，一般简称为“贝桑松高铁站”，位于贝桑松北部的莱欧松境内，是法国18个运营中的高铁车站之一，该铁路主要停靠长途高速列车，可通达巴黎、里昂、马赛、蒙彼利埃、斯特拉斯堡、米卢斯、卢森堡、法兰克福、弗赖堡、梅斯等地，每天早上还有一班途径巴黎戴高乐机场前往里尔的直达高铁列车。2018年，该站累计发送旅客数量64.1万人次。
除此之外，贝桑松市区东南部还有一个小型的铁路乘降所——贝桑松穆耶尔站，位于贝尔福－洛克勒岩石岭铁路上，停靠前往拉绍德封方向的区域列车。2018年，该站累计发送旅客数量7.6万人次。

### 航空

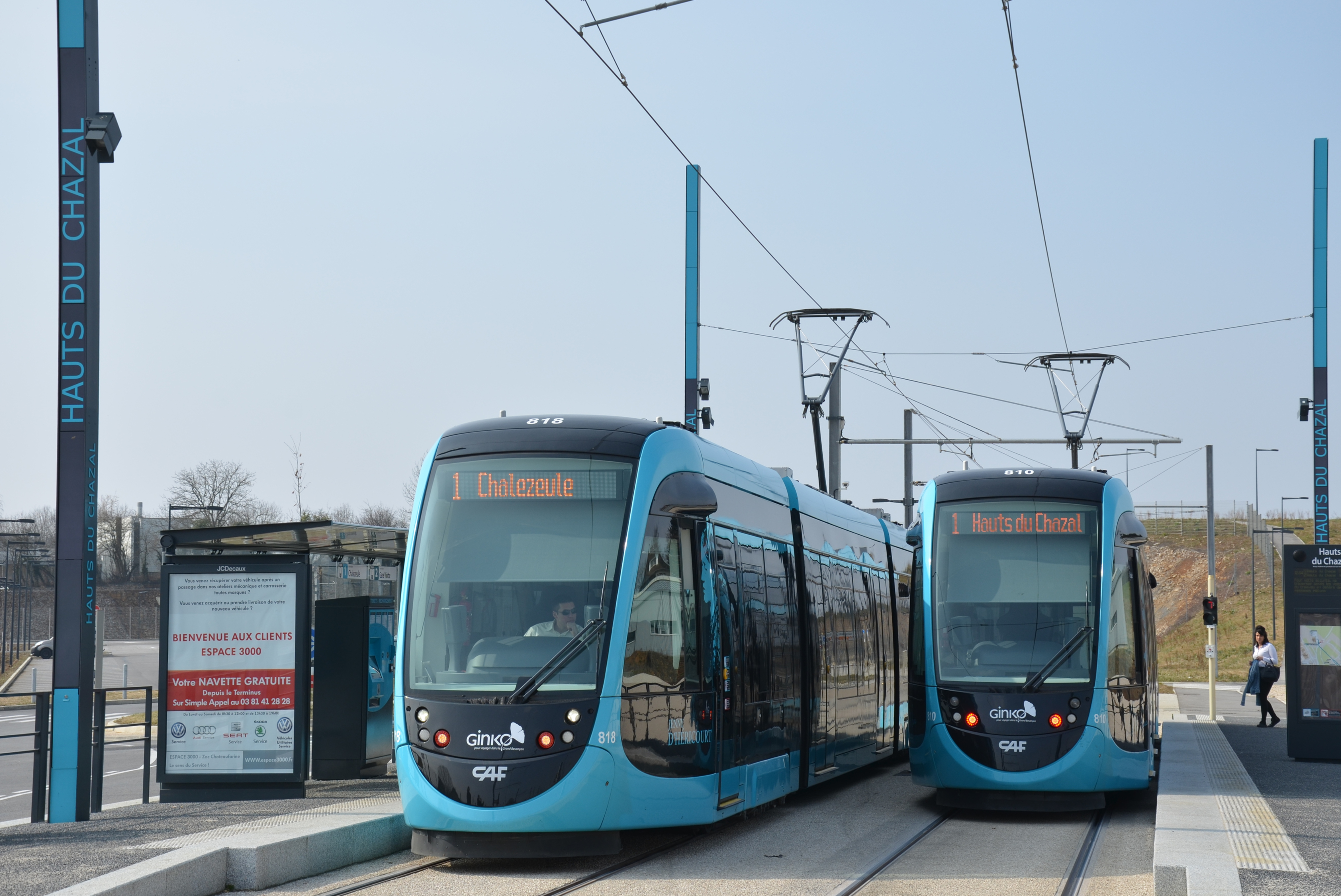
贝桑松有轨电车

贝桑松-拉韦兹航空站位于贝桑松市区东南部，该航空站未开行民用航空线。距离贝桑松最近的民用航空机场为多勒汝拉机场，位于贝桑松市区西南大约40公里处的塔沃境内。2019年冬季，该机场开行前往巴斯蒂亚、波尔图、马拉喀什、菲斯和伦敦五个城市的直达航班。

### 城市公共交通
贝桑松城市公共交通（商业名称为）由凯奥雷斯运营，截止2019年11月，该公共交通网包括2条有轨电车线路、4条主要公交线路、6条普通公交线路、5条街区公交线路和30条郊区线路，同时开通了定制公交服务，其线路网覆盖了大贝桑松都会城市公共社区内的所有市镇。
贝桑松早期有轨电车出现于1897年，因设施老化和私家车的发展而于1952年停运。二十一世纪初，贝桑松市政府重新提出修建有轨电车的计划，贝桑松现代有轨电车路网全长14.5公里，由两条线路构成，呈东西走向，四次跨越杜河，贯穿贝桑松全境，于2014年9月1日投入运营。

## 政治

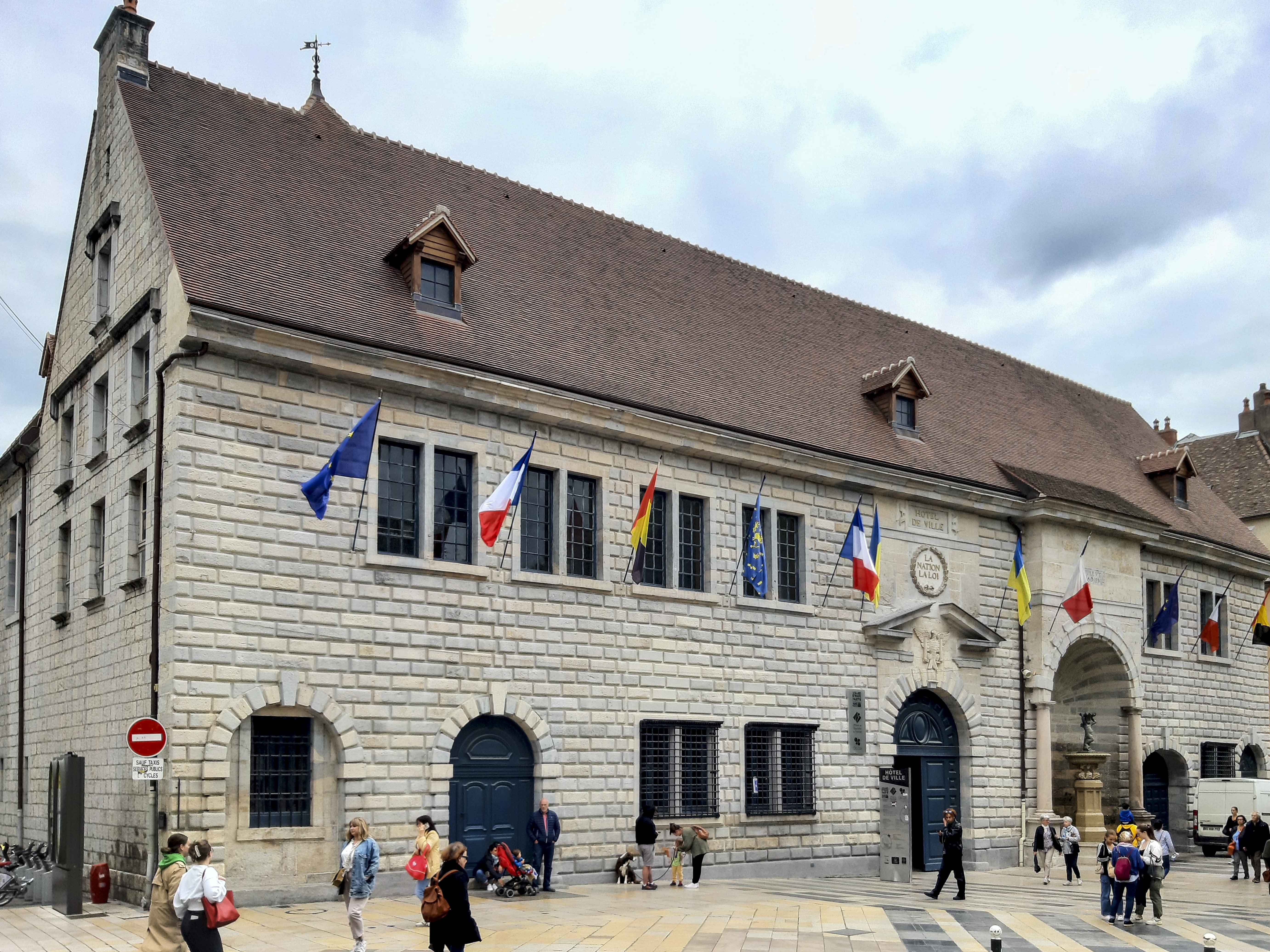
贝桑松市政厅

现任贝桑松市长为安娜·维尼奥女士，为欧洲生态－绿党的一名成员，在2020年贝桑松市政选举中获得31.21%的支持率。
| 贝桑松历届市长 |                  |                                |
| 任期           | 市长             | 党派                           |
| 1944年－1945年 | 路易-夏尔·迈特尔 | SFIO工人国际法国支部           |
| 1945年－1947年 | 让·曼若          | SFIO工人国际法国支部           |
| 1947年－1950年 | 亨利·比涅        | RAD激进党                      |
| 1950年－1953年 | 亨利·勒尼耶      | RPF法国人民联盟                |
| 1953年－1977年 | 让·曼若          | SFIO工人国际法国支部 →PS社会党 |
| 1977年－2001年 | 罗贝尔·施温特    | PS社会党 →DVG左翼无党派人士    |
| 2001年－2020年 | 让-路易·富瑟雷   | PS社会党 →LREM复兴             |
| 2020年－       | 安娜·维尼奥      | EÉLV欧洲生态-绿党              |

在2017年法国大选的第一轮和第二轮选举中，法国现任总统马克龙在贝桑松分别获得26.44%和77.81%的支持率，均居所有候选人首位。

## 经济
贝桑松是法国东部重要的工商业城市，历史上以钟表工业而闻名，现为一个以科教和文化为主导的新兴城市，其经济发展事务由大贝桑松都会城市公共社区负责。
在第一产业方面，贝桑松所在地区森林资源丰富，是重要的木材生产和加工基地；贝桑松以南的汝拉山区也是法国重要的农牧业区，相关的农产品和食品加工业是当地农业经济的主要支柱；在第二产业方面，贝桑松历史上为重要的钟表工业城市，曾长期与瑞士钟表处于竞争关系，但自20世纪70年代后出现严重衰落，其代表性企业Lip宣布破产，后在异地重建，现贝桑松主要的钟表生产企业为玛蒂，雇有员工约400人，除此之外，医药、电子、生物、食品等产业也在贝桑松经济中占有一定比重，法国副食品龙头企业LU饼干在贝桑松设有加工厂；在第三产业方面，贝桑松为法国重要的科教城市，拥有多所高等学府；同时也是一座旅游城市，自1986年起被评为艺术与历史之城，并因其较高的植被覆盖率而闻名。物流、信息、交通等第三产业在贝桑松地区均有分布，并提供了大量相关就业岗位。

## 财政收入
2017年，贝桑松的财政支出总额为13760.1万欧元，财政收入总额为16300.4万欧元，债务总额为12026.1万欧元。
2014年，贝桑松的人均月纯收入为2,238欧元，其中高级职员为3,944欧元，低于法国平均水平（4,141欧元）；普通工人为1,821欧元，高于法国平均水平（1,637欧元）。
2016年，贝桑松的青壮年人口（15-64岁）失业率为8.1%。总人口中有44.5%拥有纳税资格。

## 人口
2015年，贝桑松的市镇范围内的合法人口数量为116,676，其中男性54,726人，女性61,950人，75岁及以上人口数量占比为7.6%，外籍人口10,676人，总人口数量在在全法国排名第33位。人口密度为1,794人/平方公里。2016年，贝桑松的出生人口数量为1,515人，死亡人口数量为896人。
当地居民被称为（男性）或（女性）。
| 年份   | 1936   | 1946   | 1954   | 1962   | 1968    | 1975    | 1982    | 1990    | 1999    | 2006    | 2011    | 2016    | 2017    |
| ------ | ------ | ------ | ------ | ------ | ------- | ------- | ------- | ------- | ------- | ------- | ------- | ------- | ------- |
| 人口數 | 65,022 | 63,508 | 73,445 | 95,642 | 113,220 | 120,315 | 113,283 | 113,828 | 117,733 | 117,080 | 115,879 | 116,466 | 115,934 |

## 社会事务

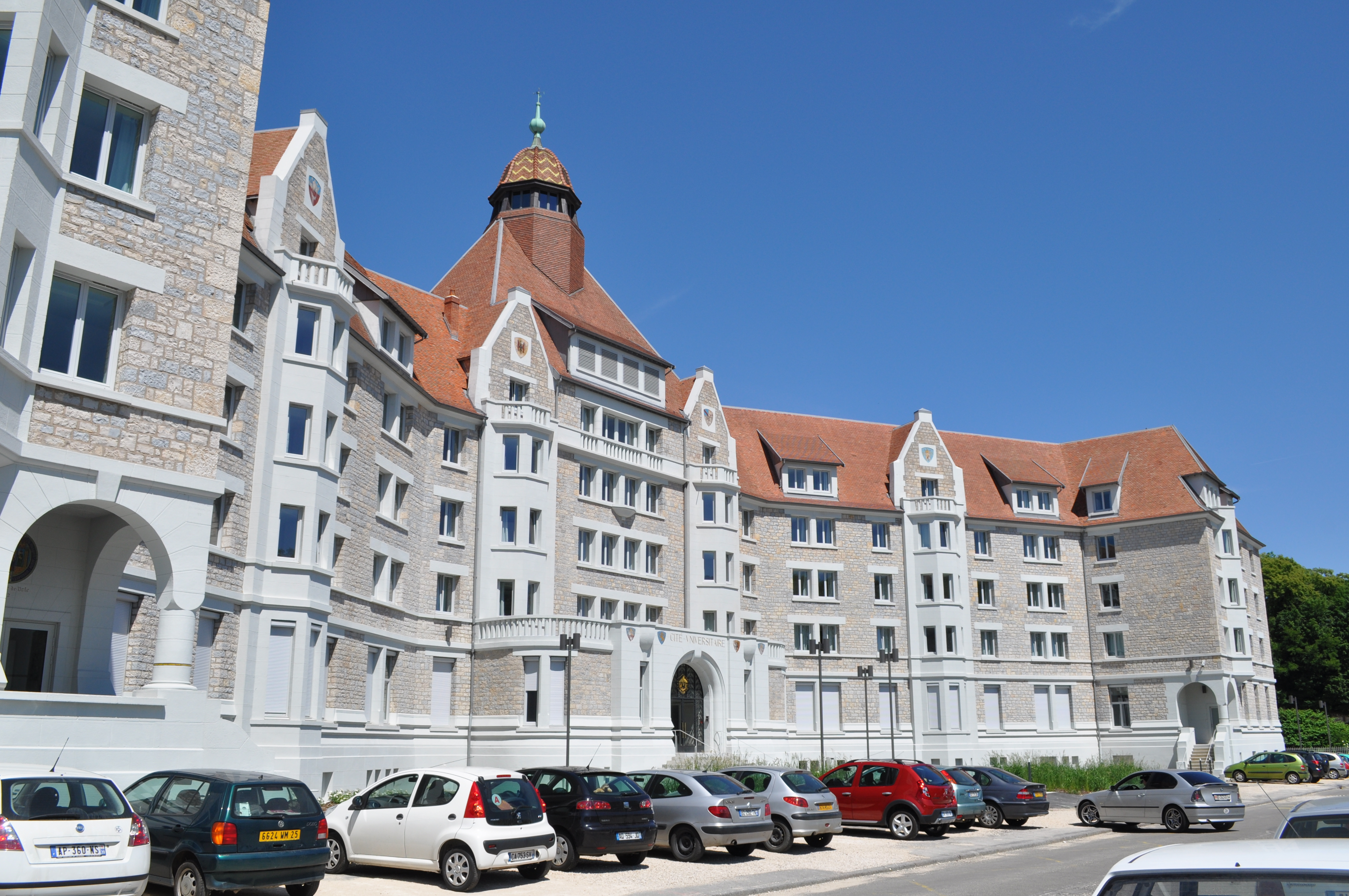
贝桑松大学城

### 科研教育
贝桑松是贝桑松学区总部所在地。截止2018年底，贝桑松境内共有36所幼儿园、38所小学、11所初级中学、7所普通高中、10所职业高中和1所农业高中。2018－2019年学年度，贝桑松境内中等阶段在校学生总人数为14,386人。
在高等教育方面，弗朗什-孔泰大学又名“贝桑松大学”，是法国的一所公立大学，为勃艮第-弗朗什-孔泰大学联盟的核心成员之一，设有6个二级学院、2个科技学院、1个工程师学校、1个企业管理学院、1个语言学校及多个函授教学点。除此之外，国立高等精细科技与机械学校和弗朗什-孔泰高等工程师学院均为法国的205个工程师学校之一；贝桑松-弗朗什-孔泰高等美术学院则是一个艺术类高等学府。
在职业培训方面，贝桑松共有6所卫生学校和2处职业技能培训中心。

### 医疗

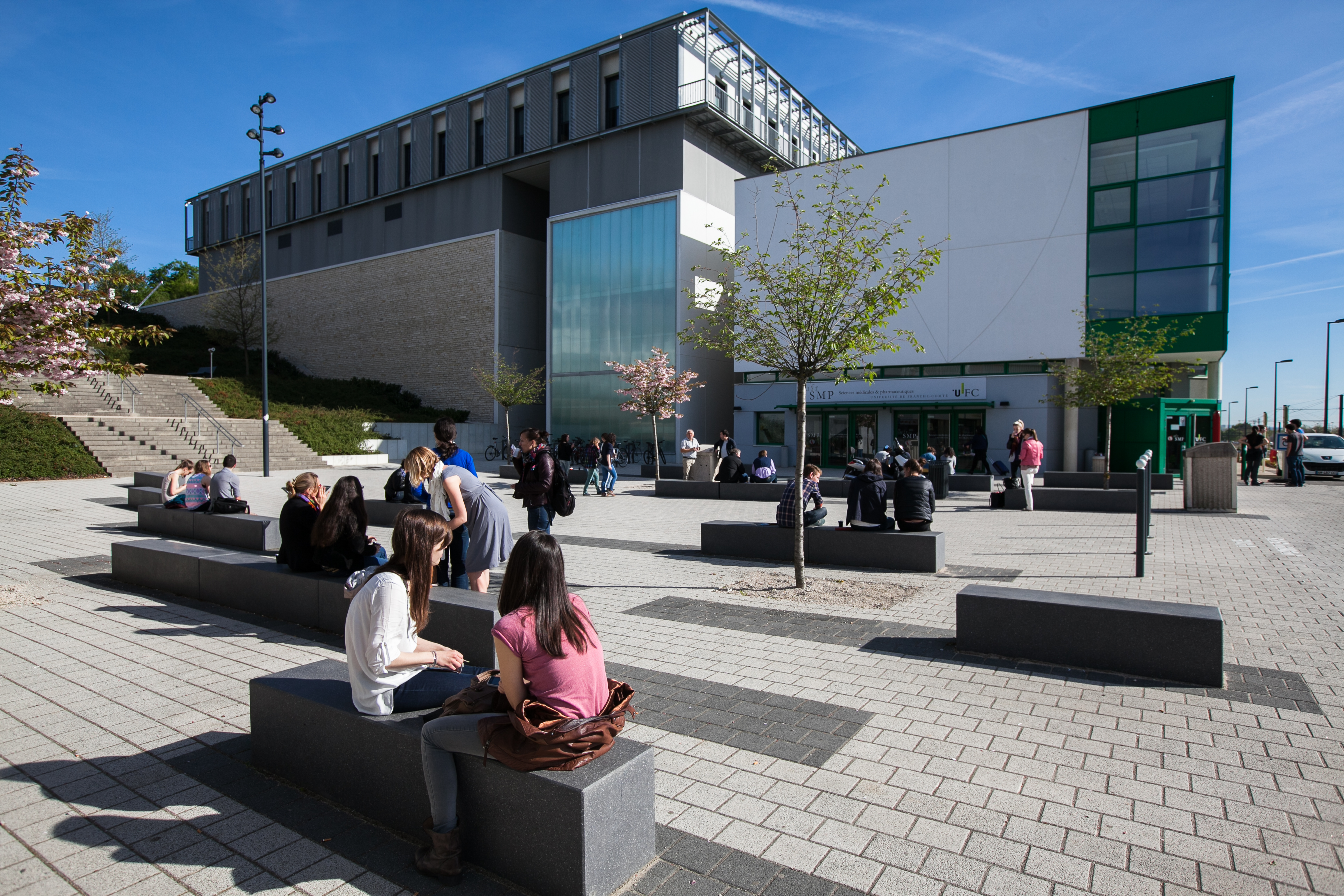
贝桑松大学药学院

截止2018年1月1日，贝桑松境内共有全科医生175名，保健师141名，牙医81名，护士149名，耳科医生8名，眼科医生17名，皮肤科医生15名，助产士14名、儿科医生15名和妇科医生15名。市区内共有药房46家。
贝桑松大学附属大区中心医院是法国30所教学医院之一，也是当地最大的综合性医疗机构，成立于1983年，共有职工数量7,700人，设有1,400个床位，年接待病人数量达66万。
此外，贝桑松境内还有4家养老院和2处残疾人帮扶中心。

### 住房
2015年，贝桑松境内共各类居民住房69,719处，比上一年增加了331处。其中87.6%为常住居民住房。主要的集中式居民区位于市区西部的“普拉努瓦斯”街区内。大贝桑松都会城市公共社区负责贝桑松境内的房屋规划和建设，并向境内需要进行房屋改造的居民提供帮助。

### 商业
2015年，贝桑松境内共有各类商业铺面6,939家，其中餐饮服务类商业铺面2,440家，个体性的商铺主要位于贝桑松市中心，而贝桑松市区西部的粉堡街区则有大型商场分布，设有大型停车场，并有公共汽车连接市区。

### 体育
截止2019年初，贝桑松共包括7个游泳池、28个健身房、7个体育场，30个网球场、5个马术场、13个足球或橄榄球场和17个篮球或排球场。
贝桑松足球俱乐部是当地的一支足球俱乐部，成立于1904年，曾参加过43次法国足球乙级联赛。该俱乐部在2019至2020赛季参加法戊联赛。
贝桑松体育馆位于贝桑松市区西北部的蒙特拉蓬街区，建于1967年，是当地主要的综合性体育设施，2017年为纪念法国摔跤运动员加尼·雅卢兹而更名为“加尼·亚卢兹体育馆”（Palais des sports Ghani-Yalouz）。

### 环境
贝桑松境内的环境和可持续发展事务由大贝桑松都会城市公共社区负责。2015年，贝桑松市区内共有5家污染企业，当年的二氧化氮浓度平均值为26.5 µg/m³，臭氧浓度平均值为57µg/m³，颗粒物平均值为20µg/m³，水体硝酸盐平均浓度为15.3 mg/L。

### 治安
贝桑松市区内共有两个派出所和两个国家宪兵队，另有两个消防站，可负责整个杜省西部地区的抢险救援工作。
2014年，贝桑松及其附近地区共发生各类案件8,741起，其中盗窃类案件5,537起，经济类案件674起，人身侵害案件1,912起，毒品交易和运输案件255起。

## 文化

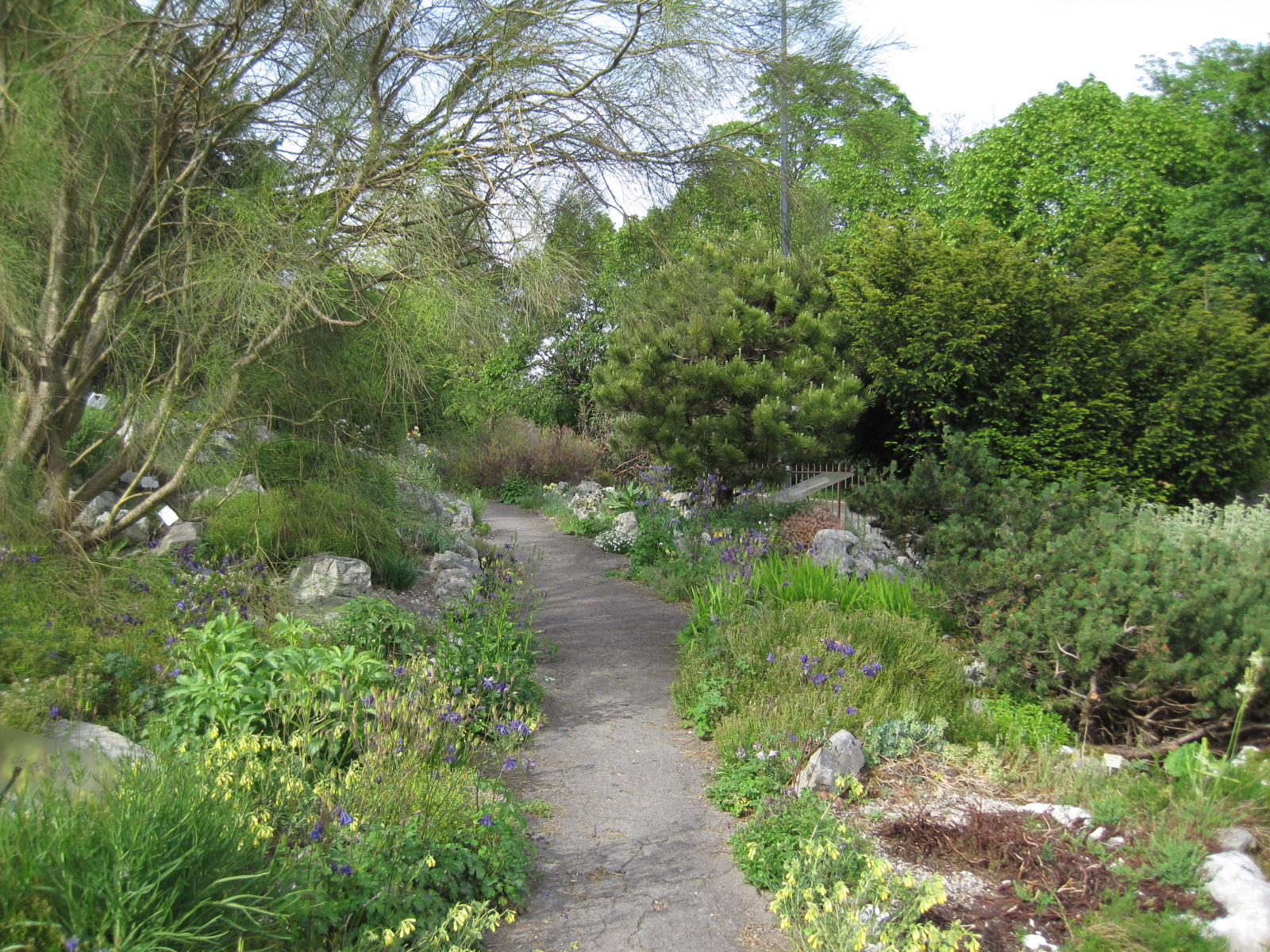
贝桑松植物花园

### 旅游

#### 自然景观
贝桑松位于汝拉山北部，是法国绿化率最高的大城市之一，人均绿地面积达204平方米。贝桑松市区北部为沙于森林，面积达1,673公顷，是法国最大的城市森林公园之一；市区内的主要绿地则包括格朗韦勒广场、沙马尔河畔、贝桑松植物花园、水站花园、沙普赖公园等。

#### 建筑遗产

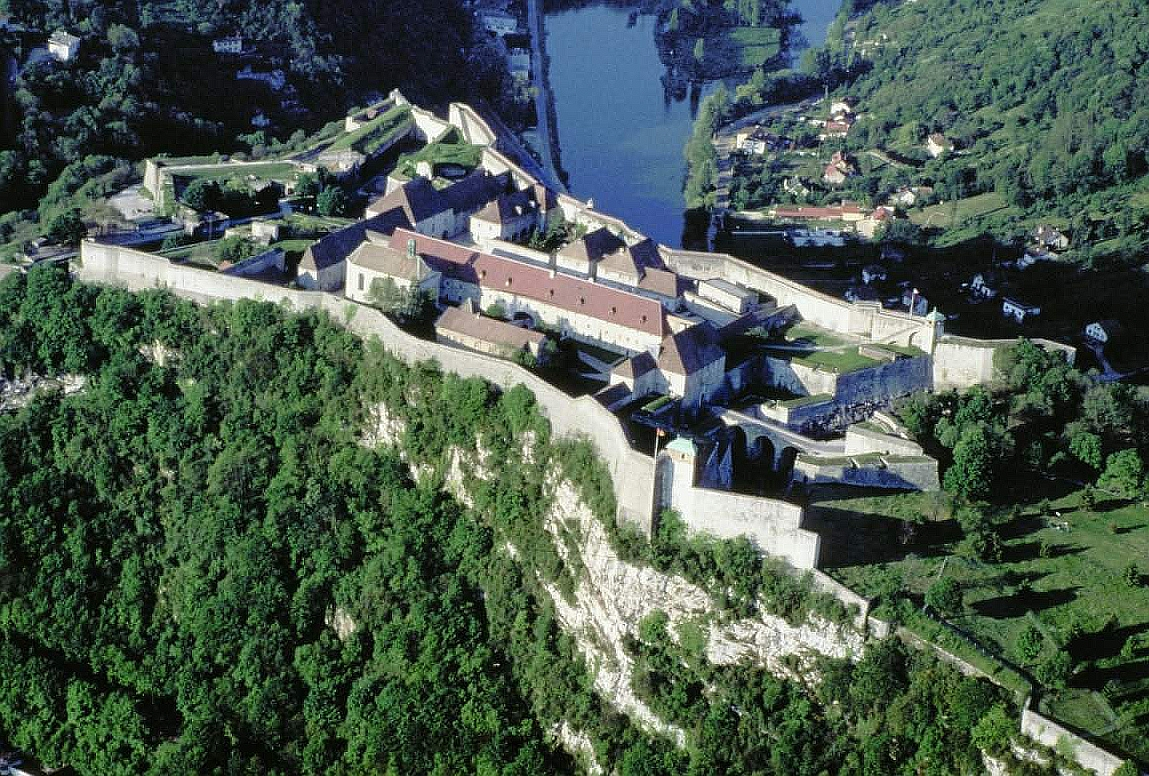
贝桑松城塞

贝桑松于1986年被法国文化部列入艺术与历史之城名单，其境内的旅游景点以历史古迹为主。截止2019年，贝桑松市区内共有191处国家级文物、1处旅游接待中心（Office de Tourisme）和22家宾馆共计1,207间房间。
贝桑松城塞是当地的代表性景点和标志性建筑之一，属于沃邦防御工事，已于2008年被列入《世界文化遗产》名录；贝桑松市区另有大批防御工事附属建筑，如拉珀洛特塔、蒙马尔塔、圣母塔、塔耶门、里沃特门等。布雷日耶城堡则建成于19世纪，位于贝桑松市区东部，是当地主要的近代军事关塞，在普法战争中成功抵御了普鲁士军队的入侵。
除了军事类建筑外，贝桑松还有大批宗教类建筑。贝桑松主教座堂，全名为“贝桑松圣若望主教座堂”（Cathédrale Saint-Jean de Besançon），建成于公元18世纪，于1875年被列入文物保护单位，其建筑风格兼有罗曼式、哥特式和巴洛克式，现为天主教贝桑松总教区的主教座堂；玛达肋纳堂（Église de la Madeleine）则位于贝桑松市区的杜河左岸，是老城区的地标性建筑，教堂内部分区域被开辟为博物馆；位于杜河右岸的贝桑松犹太会堂亦为文物保护单位，是贝桑松犹太人社群的主要活动场所。
贝桑松亦有许多民事类遗产及现代建筑。贝桑松艺术城开馆于2013年4月，由日本建筑师隈研吾主持修建，是当地代表性的现代建筑物之一。贝桑松美术和考古学博物馆建筑建成于1694年，现为法兰西博物馆协会成员；时光博物馆则是一处为纪念贝桑松地区钟表工业发展而创办的博物馆。

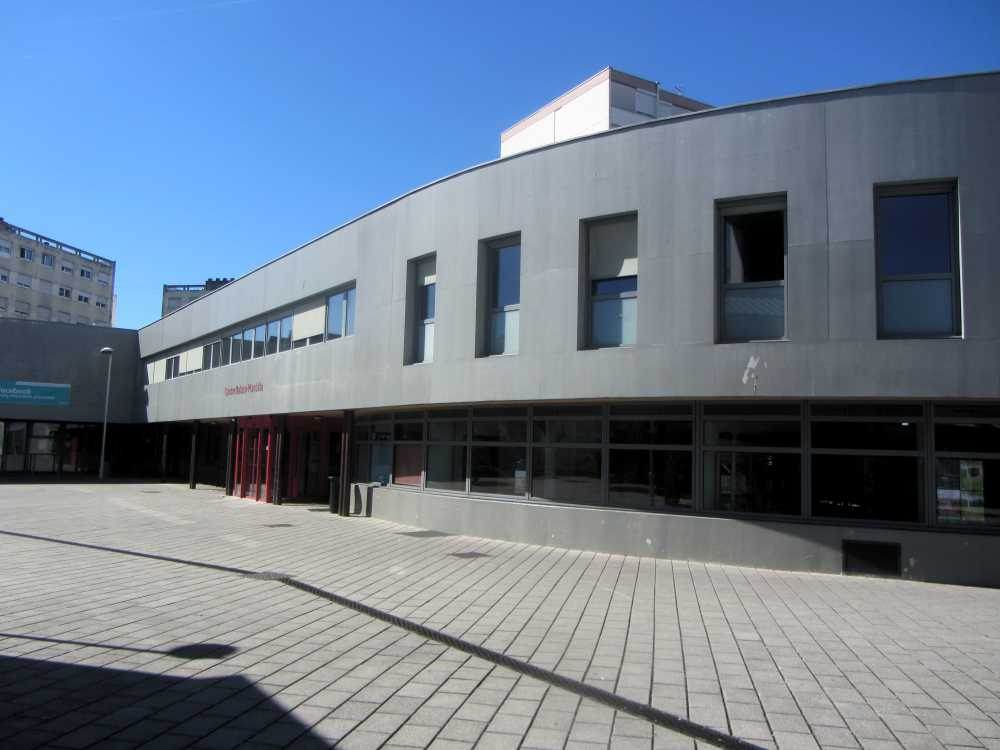
贝桑松曼德拉多媒体图书馆

### 媒体
法国本土主要的国家性电视台和广播电台在贝桑松均可接收，其中法国电视三台下属的勃艮第-弗朗什-孔泰大区频道在部分时段播放地区新闻，思乡广播、NRJ广播、真爱广播和法兰西蓝色广播等在贝桑松均设有分台。《东部共和报》是法国一个重要的地方性报社，总部位于南锡，在贝桑松设有分支；《贝桑松小报》为当地的一份地方性月刊报纸，由作家阿兰·若扬代于2004年创办。塞特尔（Cêtre）则是贝桑松的一个地方出版社，长期出版各类地方性史籍及文学作品。贝桑松市立图书馆开设有六处分馆，有各类藏书16.5万册、音像制品4万件，均向公众开放。

### 活动
贝桑松地区每年举办形式多样的文化活动。孔泰狂欢节创办于1922年，自1999年起每年邀请一个“主题国”并进行组织相关的文艺表演，2019年，该狂欢节共吸引了13.2万游客。变奏音乐节创办于2012年，每年九月举办，是当地重要的文化项目。弗朗什-孔泰爵士音乐节创办于1982年，每年六月至七月在包括贝桑松在内的原弗朗什-孔泰大区内的多个城市举行。

### 饮食
贝桑松的传统饮食与法国大部分地区相似，代表性地方特产包括孔泰尖盖锅烩肉、孔泰干酪烤鸡串、莫尔比耶干酪沙拉、熏烤牛肉圈等。贝桑松所在的孔泰是法国重要的山地畜牧区，而贝桑松以南的汝拉省则是法国主要的区域性红酒产区之一，共有7个酒庄获得法国国家地理保护标志。2020年，贝桑松境内共有4家餐厅被列入《米其林星级餐厅名单》。

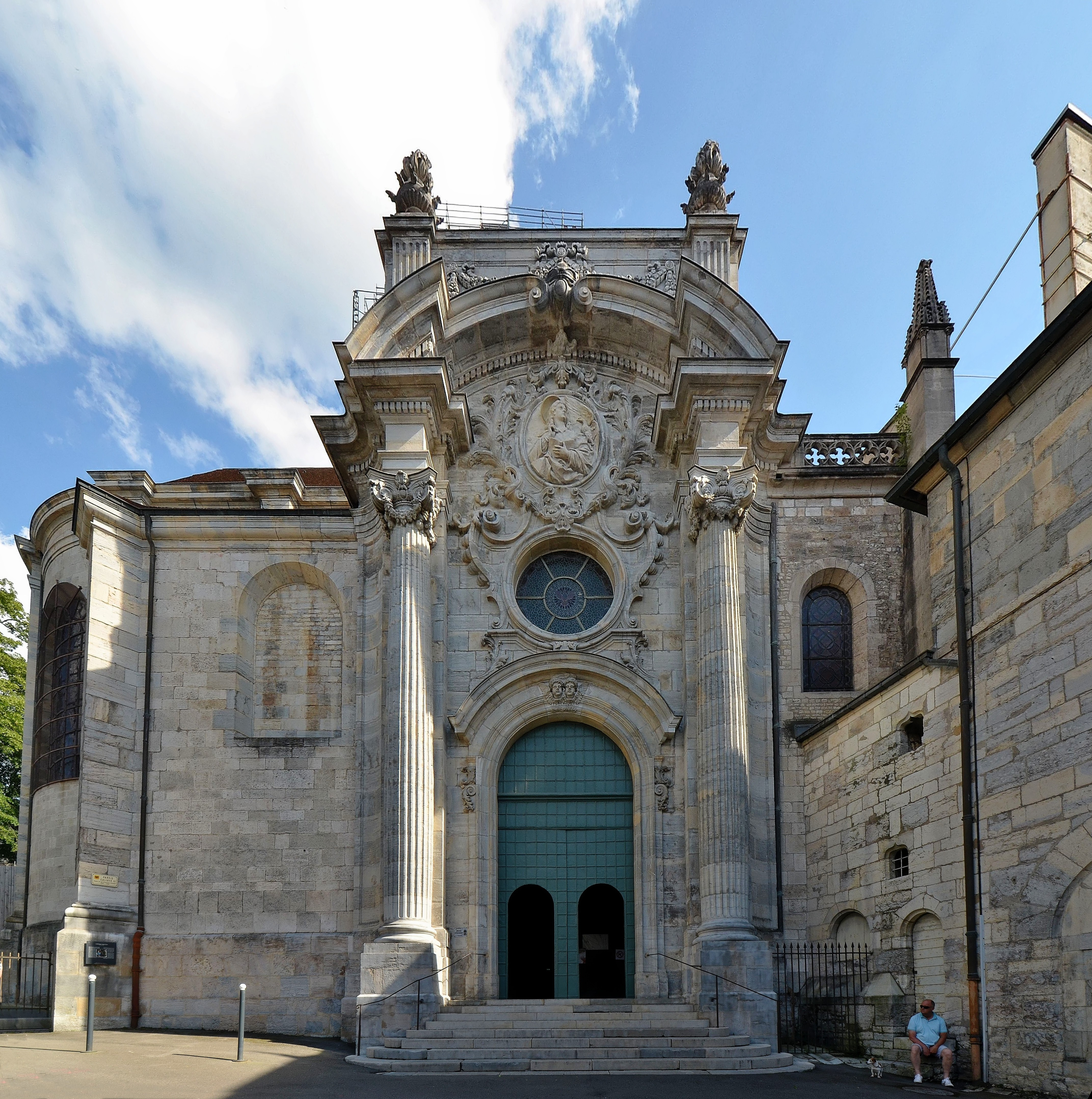
贝桑松主教座堂

### 宗教
贝桑松境内的主要宗教团体为基督教，自古罗马时期就已出现相关宗教活动，现为天主教贝桑松总教区的首府，该教区覆盖了整个弗朗什-孔泰以及以北的洛林地区，圣若望主教座堂和圣斯德望主教座堂是贝桑松境内主要的基督教活动场所。伊斯兰教则为贝桑松地区的第二大宗教，其教徒人数占总人口数量的13%，位于市区北部的贝桑松圣行清真寺是当地穆斯林的主要活动场所，但自21世纪初以来经常遭遇极右翼人士的骚扰和袭击，故该清真寺自2014年起安装监控摄像头以加强防卫。除此之外，犹太教徒和佛教徒也在当地形成了社团，其中贝桑松犹太人公墓建于1796年，现为勃艮第-弗朗什-孔泰大区内面积最大的犹太人公墓之一。

## 对外交流

### 友好城市
截至2020年4月，贝桑松共与14座城市互为友好城市：

| - 英格兰 哈德斯菲尔德 - 德国 弗赖堡 - 義大利 帕维亚 - 以色列 哈代拉 - 瑞士 纳沙泰尔 | - 布吉納法索 杜鲁拉 - 芬兰 库奥皮奥 - 曼镇 - 俄羅斯 特维尔 - 羅馬尼亞 比斯特里察 | - 波蘭 别尔斯科-比亚瓦 - 美国 夏洛蒂镇 - 巴勒斯坦 阿卡巴特雅布尔 - 日本 松前町 |

### 领事馆
截至2020年3月，共有三个国家在贝桑松设有领事馆：

| - 瑞士驻贝桑松领事馆 | - 阿尔及利亚驻贝桑松领事馆 | - 西班牙驻贝桑松领事馆 |

### 专题著作
- Bidalot Georges. . Belvédère. 2009: 206p. ISBN 978-2-88419-152-4 （法语）.
- Catherine Chaillet et Pierre Laurent. . Autrement. 2007: 234p. ISBN 978-2-7467-0947-8 （法语）.

### 分类资料
- 历史类

1. ↑  multimedia.inrap.fr. . multimedia.inrap.fr.   [2019-09-07]. （原始内容存档于2019-11-06） （法语）. Le nom de BESONCIONE (le V antique étant devenu B) apparaît sur des monnaies d’or frappées dans un atelier bisontin au début du VIIe siècle.
2. ↑  Pierre-Henri Billy. . éditions Errance. 2011: P495. ISBN 978-2-87772-449-4 （法语）.
3. ↑  hls-dhs-dss.ch. . hls-dhs-dss.ch. 2013-04-25  [2019-09-07]. （原始内容存档于2019-06-05） （法语）.
4. ↑  Jules César.  （拉丁语）.
5. ↑  Eveline Toillon. . Alan Sutton. 2005. ISBN 2842539141 （法语）.
6. ↑  Auguste Castan. . Académie des Inscriptions et Belles-Lettres. 1883: p101 （法语）.
7. ↑  Fabien Régnier et Jean-Pierre Drouin. . Yoran embanner. 2012: 906p. ISBN 978-2914855945 （法语）.
8. ↑  Christiane Roussel. . Lieux dits. 2013: 295p. ISBN 978-2-36219-075-9 （法语）.
9. ↑  gilles.maillet.free.fr. . gilles.maillet.free.fr.   [2019-09-07]. （原始内容存档于2010-01-22） （法语）.
10. ↑  Jean Goubet, Thierry Le Hête. . Généalogie et Histoire. 2004: 464p. ISBN 978-2950969224 （法语）.
11. ↑  georgesbidalot.free.fr. . georgesbidalot.free.fr.   [2019-09-07]. （原始内容存档于2019-04-23） （法语）. (1041) Hugues de Salins, fidèle d’Henri III le Noir, (...) C’est néanmoins le début du pouvoir politique des archevêques sur Besançon. (...) (1049) Le pape Léon IX, ami d’Hugues de Salins, en visite à Besançon en novembre, confirme l’autorité apostolique, politique et juridique de l’archevêque sur la ville.
12. ↑  Claude Fohlen. . Nouvelle Librairie De France. 1964: 675p （法语）.
13. ↑  Michael Maclagan. . Bordas. 1995: 308p. ISBN 9782040271152 （法语）.
14. ↑  François Pernot. . Presses Univ. Franche-Comté. 2003. ISBN 9782848670324 （法语）.
15. ↑  Collectif. Sous la direction de Jacques Garnier. . Perrin. 2004: 906p. ISBN 2262008299 （法语）.
16. ↑  Lucien Bély. . PUF. 1998: 773p. ISBN 2-13-044355-9 （法语）.
17. ↑  François Dallemagne, Jean Mouly. . Scala. 2002: p174-187. ISBN 2-86656-293-3 （法语）.
18. ↑  Claude Fohlen. . Cêtre. 1994: 692p. ISBN 2901040217 （法语）.
19. ↑  Denis Maraux et Véronique Vuillemin-Filippi. . La Taillanderie. 2005. ISBN 978-2-87629-230-7 （法语）.
20. ↑  napoleon-monuments.eu. . napoleon-monuments.eu.   [2019-09-07]. （原始内容存档于2019-04-07） （法语）. Le 4 janvier 1814, la place de Besançon est en état de siège, avec le général Marulaz comme gouverneur. Il tiendra jusqu'après la chute de l'Empire.
21. ↑  france3-regions.francetvinfo.fr. . france3-regions.francetvinfo.fr. 2019-09-06  [2019-09-07]. （原始内容存档于2019-09-09） （法语）. Besançon vivait depuis le 16 juin 1940 sous l'Occupation des forces allemandes.
22. ↑  Marie-Pia Auschitzky-Coustan. . Libris. 1999 （法语）.
23. ↑  france3-regions.francetvinfo.fr. . france3-regions.francetvinfo.fr. 2015-10-22  [2019-09-07]. （原始内容存档于2019-08-16） （法语）.
24. ↑  france3-regions.francetvinfo.fr. . france3-regions.francetvinfo.fr. 2014-08-30  [2019-09-07]. （原始内容存档于2019-11-08） （法语）. Le tramway du Grand Besançon a été inauguré samedi 30 août 2014.
25. ↑  Jacques Chapuis. . Chemins de fer régionaux et urbains. 1990: p3-20 （法语）.
26. ↑  Robert Dutriez. . Cêtre. 1981: 291p. ISBN 978-2901040200 （法语）.

- 地理类

1. ↑  communes.com. . communes.com.   [2019-09-07]. （原始内容存档于2021-11-05） （法语）.
2. ↑  BRGM. . brgm.fr.   [2019-09-07]. （原始内容存档于2017-04-23） （法语）.
3. ↑  insee.fr. . insee.fr.   [2019-09-07]. （原始内容存档于2021-11-04） （法语）.
4. ↑  sig.ville.gouv.fr. . sig.ville.gouv.fr.   [2019-09-07]. （原始内容存档于2021-11-04） （法语）.

- 社科类

1. ↑  viamobigo.fr. . viamobigo.fr.   [2019-09-07]. （原始内容存档于2019-11-08） （法语）.
2. ↑  igares.com. . igares.com.   [2019-09-07]. （原始内容存档于2019-11-08） （法语）.
3. ↑  lemonde.fr. . lemonde.fr.   [2019-09-07]. （原始内容存档于2021-11-04） （法语）. Trois trains à grande vitesse assureront chaque jour un service entre Paris et Dijon, avec un prolongement sur Besançon (via Dole) et un arrêt à Montbard.
4. ↑  sncf.com. . sncf.com.   [2019-09-07]. （原始内容存档于2021-11-04） （法语）.
5. ↑  aeroportdolejura.com. . aeroportdolejura.com.   [2019-09-07]. （原始内容存档于2019-08-05） （法语）.
6. ↑  ginko.voyage. . ginko.voyage.   [2019-09-07]. （原始内容存档于2019-03-31） （法语）.
7. ↑  annuaire-mairie.fr. . annuaire-mairie.fr.   [2019-09-07]. （原始内容存档于2018-08-29） （法语）. Le maire de Besançon se nomme Monsieur Frédéric Laporte
8. ↑  Le Monde. . Le Monde.   [2019-09-07] （法语）.
9. ↑  grandbesancon.fr. . grandbesancon.fr.   [2019-09-07]. （原始内容存档于2022-01-11） （法语）. Le développement économique et les zones d’activités
10. ↑  Jean-Claude BOYER, Laurent CARROUÉ, Jacques GRAS, Anne LE FUR, Solange MONTANGNÉ-VILLETTE. . Paris: Armand Collin. 2009: 368. ISBN 978-2-200-35573-9 （法语）.
11. ↑  draaf.bourgogne-franche-comte.agriculture.gouv.fr.  (PDF). draaf.bourgogne-franche-comte.agriculture.gouv.fr.   [2019-09-07]. （原始内容存档 (PDF)于2019-11-08） （法语）.
12. ↑  lip.fr. . lip.fr.   [2019-09-07]. （原始内容存档于2019-11-08） （法语）.
13. ↑  maty.com. . maty.com.   [2019-09-07]. （原始内容存档于2019-10-21） （法语）.
14. ↑  jeunes-fc.com.  (PDF). jeunes-fc.com.   [2019-09-07]. （原始内容存档 (PDF)于2016-08-28） （法语）.
15. ↑  JDN. . JDN.   [2019-09-07]. （原始内容存档于2019-10-28） （法语）.
16. ↑  JDN. . JDN.   [2019-09-07]. （原始内容存档于2019-10-28） （法语）.
17. ↑  ville-data.com. . ville-data.com.   [2019-09-07]. （原始内容存档于2019-10-28） （法语）.
18. ↑  journaldunet.com. . journaldunet.com.   [2019-09-07]. （原始内容存档于2019-10-28） （法语）.
19. ↑  insee. . insee.   [2019-09-07]. （原始内容存档于2019-08-03） （法语）.
20. ↑  . linternaute.fr.   [2019-09-07]. （原始内容存档于2018-10-09） （法语）.
21. ↑  . linternaute.fr.   [2019-09-07]. （原始内容存档于2019-03-22） （法语）.
22. ↑  Académie de Besançon (编). . ac-besancon.fr.   [2020-04-05]. （原始内容存档于2020-05-17） （法语）.
23. ↑  ville-data.com. . ville-data.com.   [2019-09-07]. （原始内容存档于2019-10-28） （法语）. Il y a 11 collèges dans la ville de Besançon et 7 lycées. Le nombre total de lycéens et de collégiens est de 14 386 enfants scolarisés.
24. ↑  univ-fcomte.fr. . univ-fcomte.fr.   [2019-09-07]. （原始内容存档于2018-12-05） （法语）.
25. ↑  isba-besancon.fr. . isba-besancon.fr.   [2019-09-07]. （原始内容存档于2019-04-09） （法语）.
26. ↑  . chu-besancon.fr.   [2019-09-07]. （原始内容存档于2019-10-28） （法语）. Avec une capacité d'accueil de 1 400 lits et places d'hospitalisation... Plus de 7 000 médecins et personnels hospitaliers assurent chaque année 660 000 passages en consultations externes
27. ↑  grandbesancon.fr. . grandbesancon.fr.   [2019-09-07]. （原始内容存档于2019-11-03） （法语）. Si vous souhaitez réaliser des économies d’énergie dans votre logement, le Grand Besançon peut vous y aider. Plusieurs actions ont été mises en place.
28. ↑  . linternaute.fr.   [2019-09-07]. （原始内容存档于2015-11-11） （法语）.
29. ↑  la-galerie.com. . la-galerie.com.   [2019-11-15]. （原始内容存档于2019-11-15） （法语）.
30. ↑  . linternaute.fr.   [2019-09-07]. （原始内容存档于2018-10-14） （法语）.
31. ↑  . estrepublicain.fr. 2017-02-13  [2020-04-05]. （原始内容存档于2020-05-17） （法语）.
32. ↑  grandbesancon.fr. . grandbesancon.fr.   [2019-11-13]. （原始内容存档于2019-11-03） （法语）. le Grand Besançon s’attache à faire pousser des projets verts et durables.
33. ↑  linternaute.com. . linternaute.com.   [2019-09-07]. （原始内容存档于2019-10-28） （法语）. Besançon possède 5 sites pollués sur son territoire
34. ↑  linternaute.com. . linternaute.com.   [2019-08-01]. （原始内容存档于2019-10-28） （法语）.
35. ↑  demarchesadministratives.fr. . demarchesadministratives.fr.   [2019-09-07]. （原始内容存档于2021-11-04） （法语）.
36. ↑  demarchesadministratives.fr. . demarchesadministratives.fr.   [2019-09-07]. （原始内容存档于2021-11-18） （法语）.
37. ↑  sdis25.fr.  (PDF). sdis25.fr.   [2019-09-07]. （原始内容 (PDF)存档于2019-11-08） （法语）.
38. ↑  linternaute.com. . linternaute.com.   [2019-09-07]. （原始内容存档于2019-10-28） （法语）.
39. ↑  . linternaute.fr.   [2019-09-07]. （原始内容存档于2018-10-14） （法语）.

- 文化类

1. ↑  racingbesancon.fr. . racingbesancon.fr.   [2019-09-07]. （原始内容存档于2019-03-21） （法语）.
2. ↑  baladesnaturalistes.hautetfort.com. . baladesnaturalistes.hautetfort.com. 2014-07-20  [2019-09-07]. （原始内容存档于2019-11-08） （法语）.
3. ↑  besancon-tourisme.com. . besancon-tourisme.com.   [2019-09-07]. （原始内容存档于2019-11-08） （法语）.
4. ↑  culture.gouv.fr. . culture.gouv.fr.   [2019-09-07] （法语）.
5. ↑  Pierre Chauve. . Les Cahiers de la Renaissance du vieux Besançon. 2006: 100p. ISSN 1276-6771 （法语）.
6. ↑  musee-eglise-madeleine.fr. . musee-eglise-madeleine.fr.   [2019-09-07]. （原始内容存档于2019-11-08） （法语）.
7. ↑  Joseph Pinard. . Cêtre. 1997: 309p. ISBN 978-2878230895 （法语）.
8. ↑  citedesartsetdelaculture.fr. . citedesartsetdelaculture.fr.   [2019-09-07]. （原始内容存档于2019-06-01） （法语）.
9. ↑  data.gouv.fr. . data.gouv.fr.   [2019-09-07]. （原始内容存档于2019-11-08） （法语）.
10. ↑  mdt.besancon.fr. . mdt.besancon.fr.   [2019-09-07]. （原始内容存档于2019-07-28） （法语）.
11. ↑  france3-regions.francetvinfo.fr. . france3-regions.francetvinfo.fr.   [2019-09-07]. （原始内容存档于2019-06-23） （法语）.
12. ↑  francebleu.fr. . francebleu.fr.   [2019-09-07]. （原始内容存档于2019-09-07） （法语）.
13. ↑  estrepublicain.fr. . estrepublicain.fr.   [2019-09-07]. （原始内容存档于2019-10-08） （法语）.
14. ↑  editions-cetre.com. . editions-cetre.com.   [2019-09-07]. （原始内容存档于2019-11-08） （法语）.
15. ↑  grandbesancon.fr. . grandbesancon.fr.   [2019-09-07]. （原始内容存档于2022-02-21） （法语）.
16. ↑  . estrepublicain.fr. 2019-06-02  [2020-04-05]. （原始内容存档于2020-05-17） （法语）.
17. ↑  . estrepublicain.fr. 2019-09-28  [2020-04-05]. （原始内容存档于2020-05-17） （法语）.
18. ↑  . france3-regions.francetvinfo.fr. 2017-06-27  [2020-04-05]. （原始内容存档于2020-05-17） （法语）.
19. ↑  besancon-tourisme.com. . besancon-tourisme.com.   [2019-10-10]. （原始内容存档于2019-11-08） （法语）.
20. ↑  jura-vins.com. . jura-vins.com.   [2019-10-10]. （原始内容存档于2021-11-04） （法语）.
21. ↑  restaurant.michelin.fr. . restaurant.michelin.fr.   [2019-10-10] （法语）. 4 Restaurants trouvés
22. ↑  islamophobie.net. . islamophobie.net. 2013-08-31  [2019-10-10]. （原始内容存档于2019-11-08） （法语）.
23. ↑  francebleu.fr. . francebleu.fr. 2014-02-11  [2019-10-10]. （原始内容存档于2019-11-08） （法语）.
24. ↑  Frederic P. Miller, Agnes F. Vandome, John McBrewster. . magazine archives Juives. 2010: 120p. ISBN 978-6131812293 （法语）.
25. ↑  grandbesancon.fr. . grandbesancon.fr.   [2019-09-07]. （原始内容存档于2021-12-26） （法语）. La Ville de Besançon coopère avec 14 collectivités territoriales étrangères
26. ↑  consulby.fr. . consulby.fr.   [2019-09-07]. （原始内容存档于2019-11-08） （法语）.

- 人物类

### 综合类资料
1. ↑  insee.fr. . insee.fr. 2018-12-27  [2019-11-15]. （原始内容存档于2019-08-01） （法语）.
2. 1 2 3 4 5 6 7 8 9 10 11 12 13 14 15 16 17 18 19  Géoportail. . Géoportail.   [2019-09-07]. （原始内容存档于2017-01-29） （法语）.
3. 1 2 3 4 5  Claude Fohlen. . Cêtre. 1994: 824p. ISBN 2901040276 （法语）.
4. 1 2 3 4  Jean Courtier. . Bibliothèque Européenne （法语）.
5. 1 2  prefectures-regions.gouv.fr. . prefectures-regions.gouv.fr. 2015-12-14  [2019-09-07]. （原始内容存档于2019-11-08） （法语）.
6. 1 2  estrepublicain.fr. . estrepublicain.fr. 2008-07-09  [2019-09-07]. （原始内容存档于2019-11-08） （法语）.
7. 1 2  Antoine Reverchon. . Le Monde. 2004. ISSN 0395-2037 （法语）.
8. 1 2  . infoclimat.fr.   [2019-09-07]. （原始内容存档于2019-10-28） （法语）.
9. 1 2  . linternaute.fr.   [2019-09-07]. （原始内容存档于2018-10-20） （法语）.
10. 1 2 3  ressources.data.sncf.com. . ressources.data.sncf.com.   [2019-09-07]. （原始内容存档于2021-11-04） （法语）.
11. ↑  , 2017-12-27, OL 1154004A, Wikidata Q156616
12. ↑  , 法国国家统计与经济研究所, 2018-12-27, Wikidata Q63330390, （原始内容存档于4 January 2019） （法语）
13. ↑  . 法国国家统计与经济研究所.   [2021年6月4日].
14. 1 2  . linternaute.fr.   [2019-09-07]. （原始内容存档于2015-11-05） （法语）.
15. 1 2 3  . linternaute.fr.   [2019-09-07]. （原始内容存档于2018-10-20） （法语）.
16. 1 2  . linternaute.fr.   [2019-09-07]. （原始内容存档于2015-11-11） （法语）.
17. 1 2 3  linternaute.com. . linternaute.com.   [2019-08-01]. （原始内容存档于2019-10-28） （法语）.
18. 1 2 3  frequence-radio.org. . frequence-radio.org.   [2019-09-07]. （原始内容存档于2019-11-08） （法语）.